# Feed the Beast (Fernsehserie)
Feed the Beast ist eine US-amerikanische Fernsehserie, die am 5. Juni 2016 beim Sender AMC ihre Premiere feierte. Sie basiert lose auf der dänischen Fernsehserie Bankerot, die in Deutschland unter dem Titel Helden am Herd gelaufen ist.
Feed the Beast steht im deutschsprachigen Raum seit April 2017 bei Netflix zum Abruf.
Die Serie wurde nach einer Staffel eingestellt.

## Inhalt
Die Freunde Tommy Moran und Dion Patras, die kurz davor sind, alles zu verlieren, ist ein staubiger Wunschtraum, ein gehobenes griechisches Restaurant in ihrer Heimat, der Bronx zu eröffnen, alles, was sie übrig haben, um ihr Leben zu verändern. Zusammen nehmen sie den Wahnsinn der New Yorker Restaurantwelt in Angriff und navigieren durch ihre Schattenseiten von Kleinkriminellen, korrupten Beamten und gewalttätigen Gangstern.

## Besetzung und Synchronisation
Die deutschsprachige Synchronisation der Serie erfolgte durch die SDI Media Germany GmbH, Berlin unter Dialogbuch und Dialogregie von Dennis Mohme.
| Rolle                             | Schauspieler    | Synchronsprecher     |
| --------------------------------- | --------------- | -------------------- |
| Thomas „Tommy“ Moran              | David Schwimmer | Gerald Schaale       |
| Dion Patras                       | Jim Sturgess    | Nicola Devico Mamone |
| Pilar Herrera                     | Lorenza Izzo    | Giuliana Jakobeit    |
| Patrick „The Tooth Fairy“ Woichik | Michael Gladis  | Sven Brieger         |
| Aidan Moran                       | John Doman      | Reinhard Scheunemann |
| Rie Moran                         | Christine Adams | Nadine Heidenreich   |
| Thomas „TJ“ Moran Jr.             | Elijah Jacob    | Elias Kunze          |